# Aspire One

Logotype

L’Aspire One est le premier ordinateur portable commercialisé par Acer faisant partie de la catégorie des netbooks. Il a été lancé sur le marché européen le 3 juin 2008.
Avec 2,15 millions d'exemplaires vendus et une part de marché de 38,3 % durant le troisième trimestre 2008, Acer domine ainsi le marché des netbooks devant son concurrent Asus et son Eee PC pour cette période.
Comme nombre de ses concurrents, l'Aspire One est architecturé autour d'un processeur Intel Atom N270 cadencé à 1,6 GHz et possède un écran LCD 8.9" offrant
une résolution de 1024 x 600 pixels.
Il est disponible en deux versions selon le système d'exploitation pré-installé : Windows XP Home ou Linpus Linux Lite et cinq selon le coloris. Il est aussi disponible dans certaines versions livré avec Android.

## Spécifications
Caractéristiques techniques communes à toutes les versions :
- Processeur Intel Atom N270 ou N280
- Chipset Mobile Intel 945GSE Express (DDR2 400/533 MHz)
- Écran LCD TFT CrystalBrite 8.9" WSVGA 1024 x 600 pixels de 262 000 couleurs à rétro-éclairage LED
- Mémoire vive : 512 Mo SDRAM DDR2 533 MHz embarqué & 1 slot soDIMM (512 Mo/1 024 Mo) - Mémoire totale max. 1,5 Go
- Stockage : mémoire flash NAND ou Disque Dur 2,5"
- Réseau LAN Fast Ethernet 10/100 Mb/s et WLAN 802.11b/g
- Webcam 0.3 mégapixel
- 2 enceintes stéréo intégrées
- Batterie : 24 W 2200 mAh 3-cellules Li-ion (autonomie 3 h) ou 57 W 2600 mAh 6-cellules Li-ion (autonomie 7 h)

### Connectique

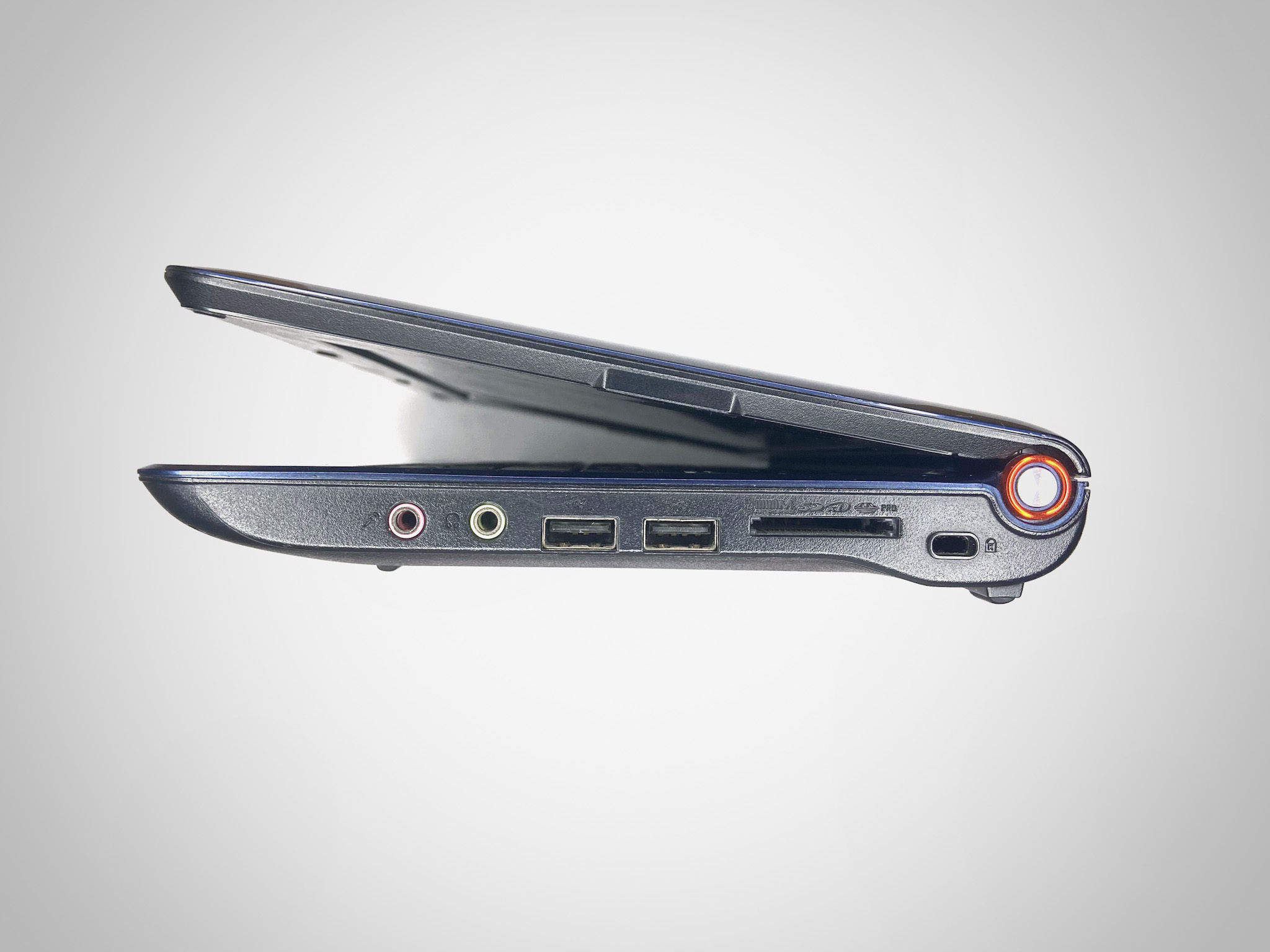
Face droite.

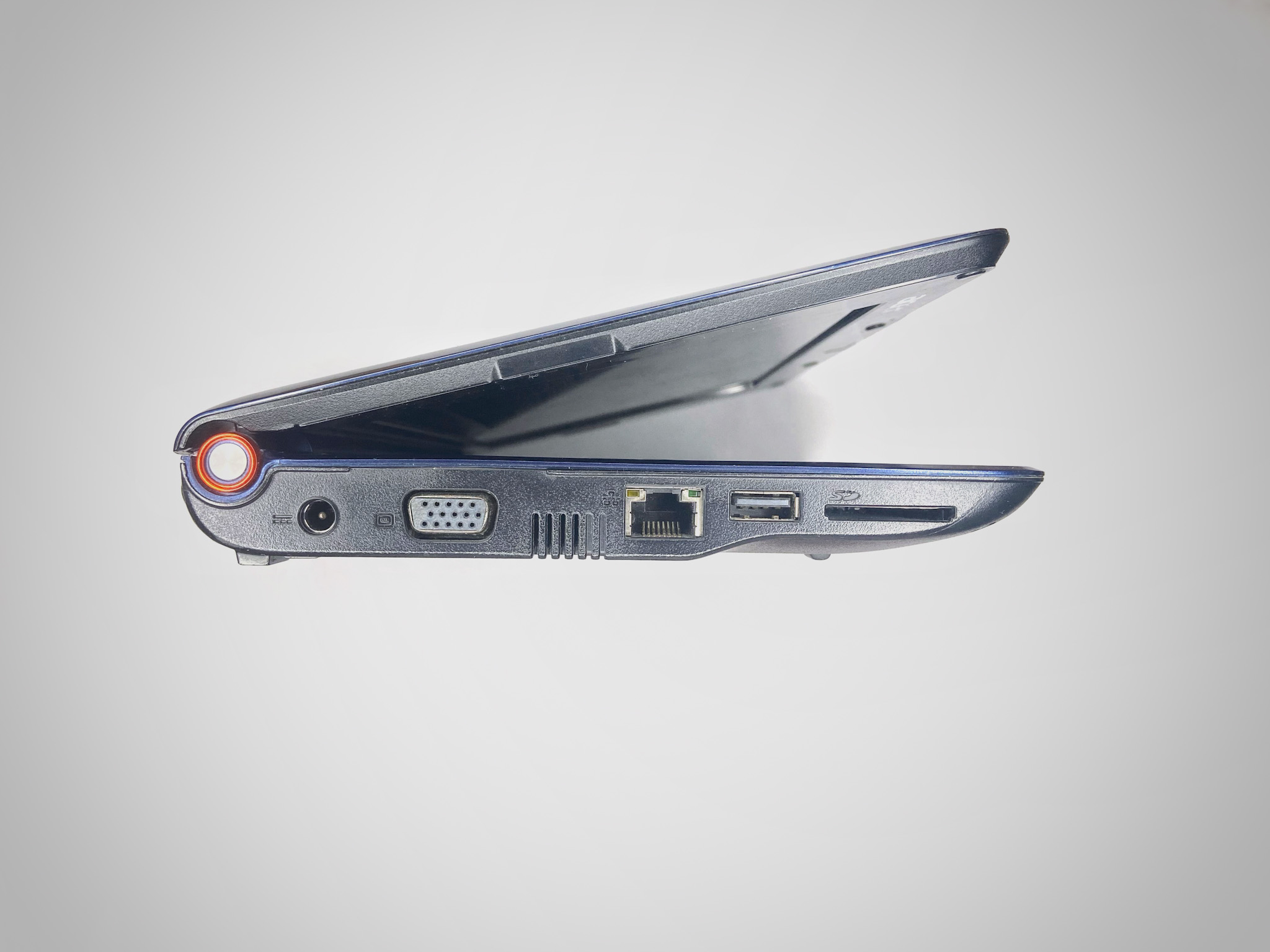
Face gauche.

- Lecteur de cartes multi-formats 5-en-1
- 3 ports USB
- 1 prise jack casque
- 1 prise jack microphone
- 1 port réseau
- 1 port VGA

## Configurations
| Modèle          | Système d'exploitation             | Stockage | Stockage       | RAM           | Batterie | Webcam        | Disponibilité                         |
| Modèle          | Système d'exploitation             | Type     | Taille         | RAM           | Batterie | Webcam        | Disponibilité                         |
| --------------- | ---------------------------------- | -------- | -------------- | ------------- | -------- | ------------- | ------------------------------------- |
| A110L           | Linux                              | SSD      | 8 Go           | 512 Mo        | 3-cell   | 0,3 mégapixel | US, CA, GB, AU, UAE, Union européenne |
| A110X           | XP                                 | SSD      | 16 Go          | 1 Go          | 6-cell   | 0,3 mégapixel | US, CA, GB, AU, UAE                   |
| A150L           | Linux                              | HDD      | 120 Go         | 512 Mo / 1 Go | 3-cell   | 0,3 mégapixel | Canada, GB                            |
| A150X           | XP                                 | HDD      | 120 Go         | 1 Go          | 3-Cell   | 0,3 mégapixel | US, Canada, GB, UAE, TW, AU           |
| A150X           | XP                                 | HDD      | 160 Go         | 1 Go          | 6-Cell   | 1,3 mégapixel | US, Canada, CH, TW                    |
| A150X-3G        | XP                                 | HDD      | 120 Go         | 1 Go          | 6-Cell   | 1,3 mégapixel | GB, Allemagne (T-Mobile)              |
| ZG5             | XP                                 | HDD      | 120 Go         | 1 Go          | 3-Cell   | 0,3 mégapixel | BR                                    |
| ZG5             | XP                                 | HDD      | 160 Go         | 1 Go          | 3-Cell   | 0,3 mégapixel | US                                    |
| ZG5             | Linux                              | HDD      | 160 Go         | 1 Go          | 3-Cell   | 0,3 mégapixel | TW                                    |
| ZG5             | Linux                              | SSD      | 8 Go           | 1 Go          | 3-Cell   | 0,3 mégapixel | TW                                    |
| ZG8 A0531h      | XP                                 | HDD      | 160 Go         | 1 Go          | 3-Cell   | 0,3 mégapixel | FR                                    |
| D150            | XP                                 | HDD      | 160 Go         | 1 Go          | 3/6-Cell | 0,3 mégapixel | FR                                    |
| Ultra-Thin D250 | XP/Seven certains avec Android 1.6 | HDD      | 250 Go         | 1 Go          | 3/6-Cell | 0,3 mégapixel |                                       |
| Ultra-Thin D255 | XP/Seven certains avec Android 1.6 | HDD      | 250 Go         | 1 Go          | 3/6-Cell | 1,3 mégapixel |                                       |
| Ultra-Thin D257 | XP/Seven certains avec Android 1.6 | HDD      | 250/320/500 Go | 1 Go          | 3/6-Cell | 1,3 mégapixel |                                       |
| Ultra-Thin D260 | Seven certains avec Android 1.6    | HDD      | 250 Go         | 1 Go          | 6-Cell   | 0,3 mégapixel |                                       |

## Logiciels
Linpus Linux Lite :
- OpenOffice 2.3
- Aspire one Mail
- Messenger

Windows XP Home :
- Acer eRecovery Management
- Acer Launch Manager
- Adobe Reader
- McAfee Internet Security Suite (offre d'essai 60 jours)
- Microsoft Office Trial 2007

Android :
Certaines versions disposent d'une version d'Android paramétrable à partir de Windows.

## Coloris

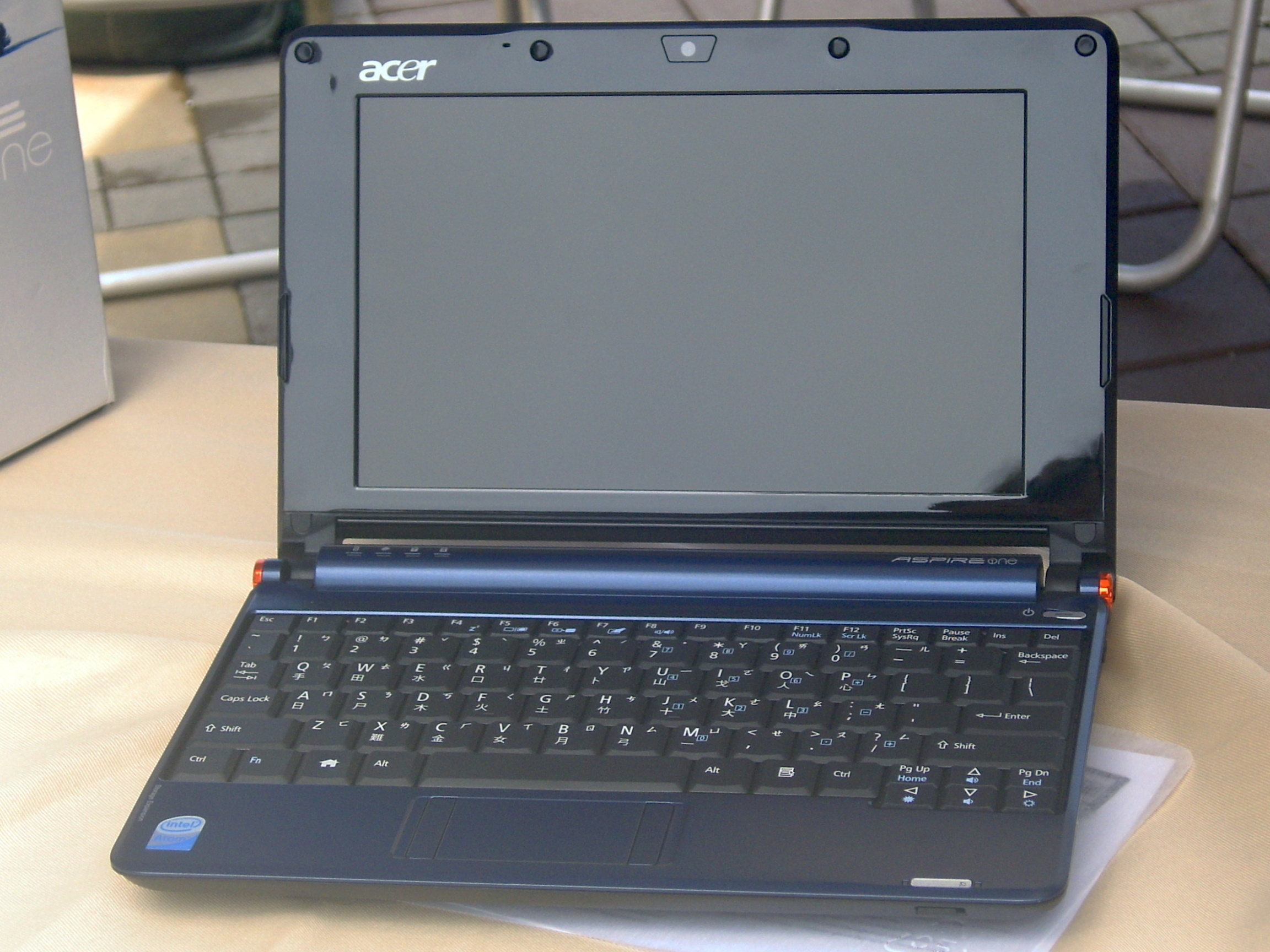
Bleu saphir

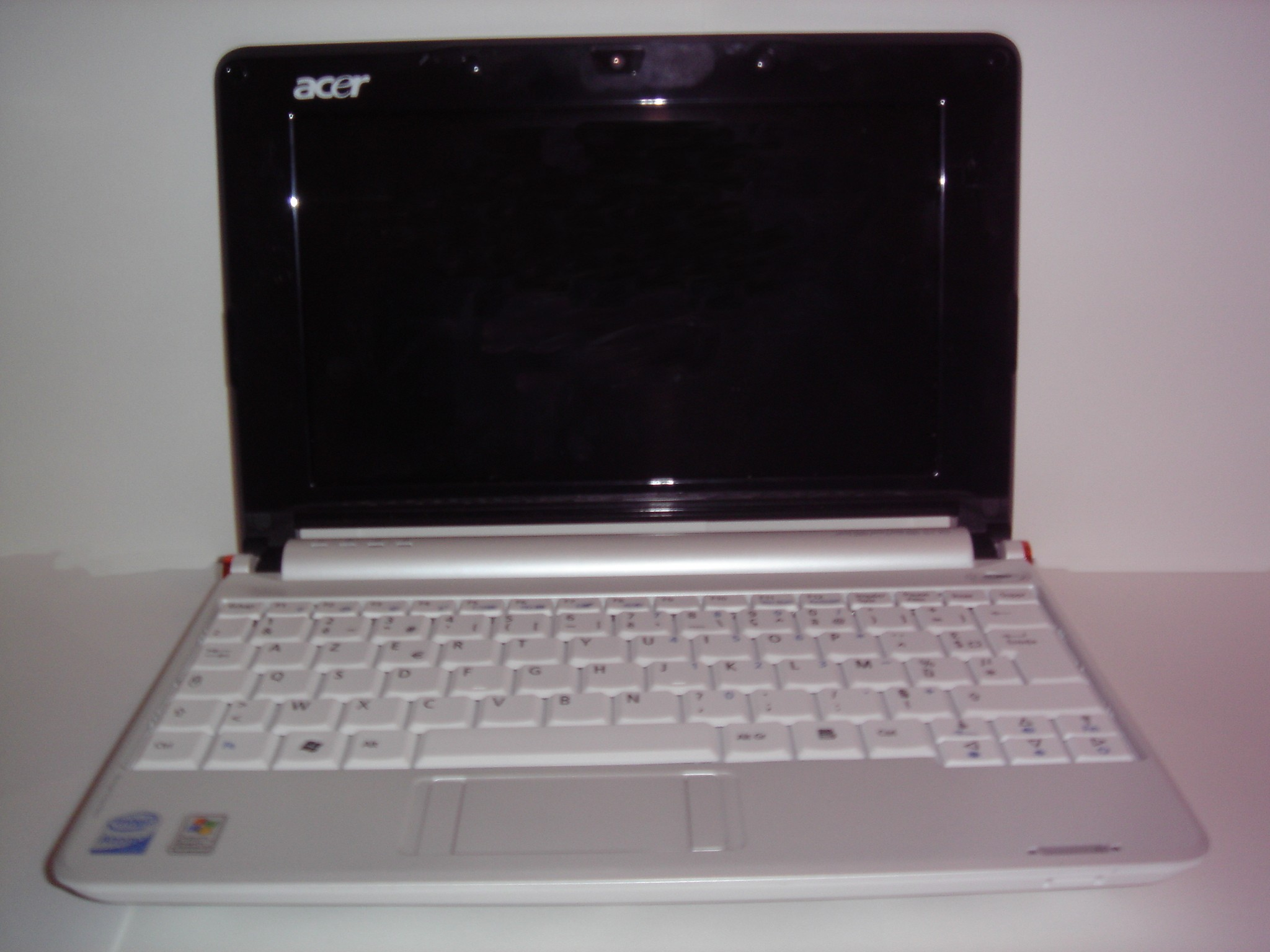
Blanc perle

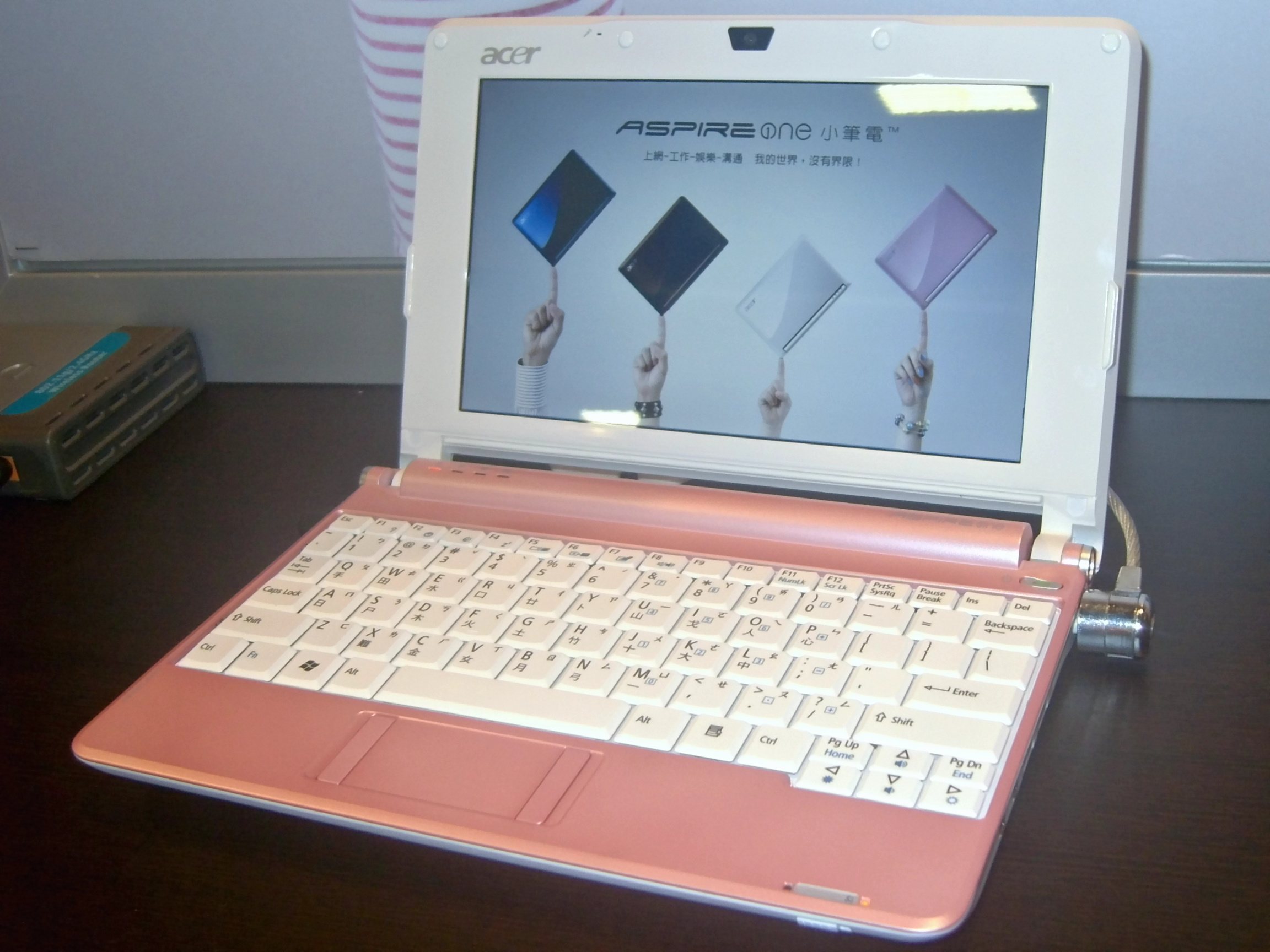
Rose corail

À ce jour, il existe 5 coloris différents :
- Bleu saphir
- Blanc perle (ou blanc nacré)
- Rose corail
- Brun doré
- Noir
- Rouge